# We're Never Going Home
We're Never Going Home is een documentaire van de Amerikaanse punkband Against Me! en is uitgegeven op dvd. De film is geproduceerd door Jake Burghart en uitgebracht door het punklabel Fat Wreck Chords. De documentaire volgt de band op hun tour door de Verenigde Staten, die van 1 april tot 2 mei 2004 duurde. Het bevat ook beelden van de hardcore punk-band Planes Mistaken for Stars en van de punkband No Choice. De film heeft ook een tracklist en bevat nummers van Against Me!

## Nummers
1. "Cliché Guevara"
2. "Walking Is Still Honest"
3. "Problems"
4. "Reinventing Axl Rose" - 2:13
5. "Rice and Bread" - 2:15
6. "Sink, Florida, Sink" - 2:07
7. "Turn Those Clapping Hands Into Angry Balled Fists" - 5:00
8. "Those Anarcho Punks Are Mysterious" - 2:08
9. "You Look Like I Need A Drink" - 2:12
10. "Baby, I'm An Anarchist!" - 2:23
11. "We Laugh at Danger and Break All the Rules" - 3:47
12. "Joy" - 1:14

### Extra's
1. "Pints of Guinness Make You Strong"
2. "Shit Stroll (Nah Nah Nah)" - 2:32
3. "Impact" - 1:31
4. "TSR" - 2:29
5. ""New Song" (toentertijd had het nog geen titel; verscheen later op Total Clarity als "Exhaustion and Disgust") - 2:34
6. "I Still Love You Julie" - 3:09